# NGC 5881
NGC 5881 é uma galáxia espiral (S?) localizada na direcção da constelação de Draco. Possui uma declinação de +62° 58' 50" e uma ascensão recta de 15 horas, 06 minutos e 20,6 segundos.
A galáxia NGC 5881 foi descoberta em 26 de Abril de 1789 por William Herschel.